# Cordulephya bidens
Cordulephya bidens là loài chuồn chuồn trong họ Synthemistidae. Loài này được Sjöstedt mô tả khoa học đầu tiên năm 1917.